# 주노 I

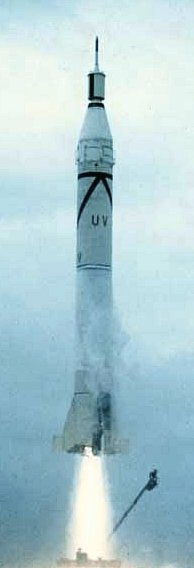

주노 I(Juno I)은 4단 로켓으로 구성된 미국 최초의 우주발사체이다. 1958년 미국 최초의 인공위성 익스플로러 1호를 발사했다.
주노 I은 주피터-C를 개조한 것이며, PGM-11 레드스톤에서 파생된 발사체의 하나이다. 보통 PGM-19 주피터 MRBM을 개조하여 만든 주노 II와 혼동된다.

## 발사 이력
- 1958년 1월 31일
- 1958년 3월 5일
- 1958년 3월 26일
- 1958년 7월 26일
- 1958년 8월 24일
- 1958년 10월 23일

## 같이 보기
- 익스플로러 1호